# Orkestuittreksel

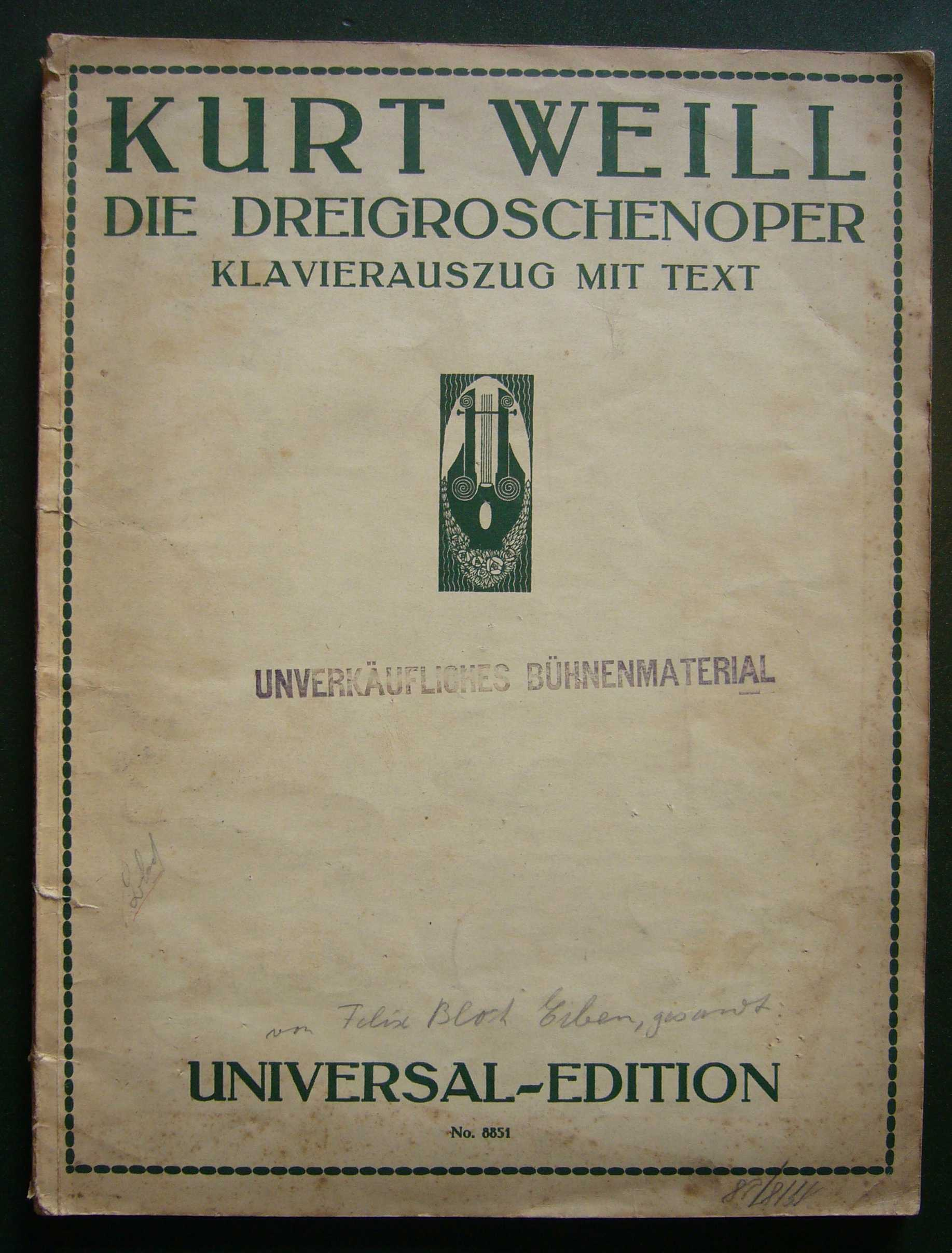
Piano-uittreksel van de Dreigroschenoper

Een orkestuittreksel (ook wel pianoreductie of piano-uittreksel genoemd) is een pianopartij, waarin de verschillende systemen van een orkestrale partituur zijn samengevat in een pianoversie.

## Toepassing
Orkestuittreksels worden doorgaans gebruikt tijdens de muziekstudie. Zo kan een dirigent aan de hand van een uittreksel snel even een stuk muziek doornemen. Een solist kan met een correpetitor aan de hand van een uittreksel een concert instuderen, door de versie van het stuk aan de piano te oefenen, teneinde een globaal beeld te krijgen van een compositie en zijn eigen rol daarin. Ook bij opera's worden vaak orkestuittreksels gebruikt tijdens de repetities van de zangers. Deze kunnen dan met een pianist hun zangpartijen en rollen oefenen voordat ze met het echte orkest gaan repeteren. Een aantal componisten maakt orkestuittreksels van hun eigen werken, echter ook vaak wordt door anderen een uittreksel vervaardigd.

## Orkestuittreksels als compositie
Sommige orkestuittreksels zijn als aparte composities verder door het leven gegaan, en worden als zodanig op podia gespeeld. In de tijd dat er nog geen opnamen bestonden, aan het eind van de 19-e eeuw maakten grote componisten als Liszt ook uittreksels en parafrasen voor piano van orkestwerken en operagedeelten, die in huiselijke kring en kleinere salons konden worden gespeeld. Zo schreef Liszt bijvoorbeeld pianoversies van een aantal Symfonieën van Beethoven.
Van veel pianoconcerten liggen orkestuittreksels voor in de vorm van een bewerking van het concert voor twee piano's. 

## Nadelen
Het nadeel van een uittreksel is vaak dat niet alle instrumenten in het uittreksel worden weergegeven; om het uittreksel speelbaar te houden worden vaak compromissen gezocht waarin zaken worden weggelaten voor het overzicht en praktisch nut. Een ander nadeel kan juist zijn dat er te veel orkestmateriaal in de pianoreductie wordt weergegeven, wat de leesbaarheid en speelbaarheid ook nadelig kan beïnvloeden.